# Jorge Pardo (Künstler)
Jorge Pardo (* 1963 in Havanna) ist ein zeitgenössischer kubanisch-US-amerikanischer Künstler. 

## Leben
Mit sechs Jahren zog Jorge Pardo mit seiner Familie in die USA. Heute lebt er in New York City und Mérida in Mexiko.
In seinen Arbeiten setzt er sich mit den Errungenschaften der klassischen Moderne, der Designgeschichte und Architektur auseinander. Im Jahr 2000 gestaltete er unter anderem die Innenräume des Dia Center for the Arts in New York City und übernahm die Farbgestaltung der Brücke der Autobahnraststätte Pratteln. Für das Restaurant im Paul-Löbe-Haus in Berlin schuf er 2002 eine Rauminstallation aus Kugellampen. Die Bar am Kaiserteich in der Kunstsammlung Nordrhein-Westfalen in Düsseldorf ist von ihm komplett gestaltet worden und wurde nach der Übernahme durch einen neuen Gastronom im Jahre 2012 in PARDO-Bar umbenannt. 
Sein Wohnhaus 4166 Sea View Lane im Stadtteil Mount Washington Hills von Los Angeles ist gleichzeitig ein Kunstwerk, dessen Bau vom Museum of Contemporary Art, Los Angeles gefördert wurde und zeitweilig als dessen Außenstelle diente.
2010 wurde er MacArthur Fellow. 2012 gewann er den Wettbewerb für die Innenausstattung der neuen Leipziger Propsteikirche.
Pardos Studio und seine Firma nennt er Jorge Pardo Sculpture.

## Ausstellungen
- 2001: Galerie Gisela Capitain, Köln
- 2009: K21 – Kunstsammlung Nordrhein-Westfalen